# Wubana
Wubana és un gènere d'aranyes araneomorfes de la subfamília dels erigonins, dins de la família Linyphiidae. Es poden trobar a Amèrica del Nord.
Fou descrit per primera vegada per Ralph Vary Chamberlin l'any 1919.

## Llista d'espècies
Segons The World Spider Catalog 12.0:
- Wubana atypica Chamberlin & Ivie, 1936
- Wubana drassoides (Emerton, 1882) (Espècie tipus)
- Wubana ornata Chamberlin & Ivie, 1936
- Wubana pacifica (Banks, 1896)
- Wubana reminiscens Chamberlin, 1949
- Wubana suprema Chamberlin & Ivie, 1936
- Wubana utahana Chamberlin & Ivie, 1936